# Bordères-et-Lamensans
Bordères-et-Lamensans är en kommun i departementet Landes i regionen Nouvelle-Aquitaine i sydvästra Frankrike. Kommunen ligger i kantonen Grenade-sur-l'Adour som tillhör arrondissementet Mont-de-Marsan. År 2022 hade Bordères-et-Lamensans 372 invånare.

## Befolkningsutveckling
Antalet invånare i kommunen Bordères-et-Lamensans
Referens:INSEE